# Гейден, Николай Фёдорович
Граф Николай Фёдорович Гейден (1856—1919) — генерал-лейтенант, гласный Санкт-Петербургской городской думы, товарищ председателя «Русского собрания».

## Биография
Православный. Из потомственных дворян Санкт-Петербургской губернии. Сын члена Государственного совета, генерала от инфантерии графа Фёдора Логгиновича Гейдена и жены его графини Елизаветы Николаевны Зубовой.
По окончании Пажеского корпуса в 1874 году выпущен был корнетом в 11-й гусарский Изюмский полк. Произведен в поручики 19 марта 1875 года. 4 апреля 1876 года назначен исправляющим должность адъютанта шефа жандармов. 26 сентября 1876 переведен в лейб-гвардии Гусарский полк корнетом, а 27 марта 1877 года произведен в поручики с утверждением в должности адъютанта шефа жандармов. Произведен в штабс-ротмистры 16 апреля 1878 года.
28 сентября 1878 года назначен адъютантом к военному министру, 28 марта 1882 года произведен в ротмистры с оставлением должности. 20 ноября 1886 года переименован в подполковники, с зачислением по армейской кавалерии и назначением чиновником особых поручений VI класса при военном министре. 30 августа 1889 года произведён в полковники «за отличие по службе». 13 мая 1890 года назначен штаб-офицером для особых поручений V класса при военном министре. Одновременно, в 1893—1908 годах состоял управляющим особой канцелярией для приема и разбора просьб, подаваемых на имя военного министра, и членом, заведующим делами комиссии учрежденной при Военном министерстве для распределения пособий. 20 ноября 1899 года назначен и. д. состоящего для особых поручений IV класса при военном министре, а 6 декабря того же года произведён в генерал-майоры «за отличие по службе», с утверждением в должности. 6 декабря 1906 года произведён в генерал-лейтенанты «за отличие по службе». 5 мая 1908 года уволен от службы с мундиром и пенсией, а 17 мая того же года определён в службу с назначением почетным опекуном Петербургского присутствия Опекунского совета учреждений Императрицы Марии.
Общественную деятельность начал в 1888 году, когда был избран старостой Казанского собора. В 1889—1916 годах избирался гласным Санкт-Петербургской городской думы и принимал деятельное участие во многих её комиссиях. Кроме того, состоял гласным Санкт-Петербургского губернского земского собрания, действительным членом Императорского Православного Палестинского общества, попечителем дома для офицерских сирот имени генерала Белоградского, членом совета Общества религиозно-нравственного просвещения, директором инвалидного дома имени графов Зубовых, а также помощником Августейшего ктитора Мирликийской часовни (на 2-й Рождественской улице), при которой им была открыта Серафимовская школа.
В 1900 году стал одним из учредителей «Русского собрания». Избирался членом совета, а в 1906—1914 годах состоял товарищем председателя «Русского собрания», одно время исправляя должность председателя. В конце 1916 года стал товарищем председателя Главного совета «Союза русского народа», был одним из инициаторов созыва монархического съезда, намечавшегося на февраль 1917 года.
После Октябрьской революции отошёл от политической деятельности, но продолжал исполнять свои церковные и общественные обязанности, главной из которых оставалась должность старосты Казанского собора. 22 августа 1918 года в доме Гейдена был произведён обыск, а сам он арестован органами ЧК. Содержался как заложник до 30 декабря 1918 года, когда был освобождён. Умер в 1919 году в Петрограде. Похоронен в Исидоровской церкви Александро-Невской лавры.
Был женат на княжне Евгении Петровне Кропоткиной (1866—1932), скончавшейся в эмиграции в Париже. Имел сына Александра (1904—1920; расстрелян большевиками в Крыму) и дочерей Елизавету (1895 — ?; в эмиграции) и Серафиму (1897—1966; в эмиграции).

## Награды
- Орден Святого Станислава 3-й ст. (1878)
- Орден Святой Анны 3-й ст. (1881)
- Орден Святого Станислава 2-й ст. (ВП 30.08.1884)
- Орден Святой Анны 2-й ст. (1893)
- Орден Святого Владимира 4-й ст. (ВП 6.12.1895)
- Орден Святого Владимира 3-й ст. (ВП 6.12.1901)
- Орден Святого Станислава 1-й ст. (ВП 6.12.1904)
- Орден Святой Анны 1-й ст. (1909)
- Орден Святого Владимира 2-й ст. (1913)
- Бухарский Орден Благородной Бухары 2-й ст. (1896)